# Sanad Al Warfali
Sanad Al Warfali, de son nom complet Sanad Masaud Al Warfali, né le 17 mai 1992 à Tripoli, est un footballeur international libyen, qui évolue au poste de défenseur central.

## Biographie

### En club

#### Jeunesse et débuts
Sanad Masaud Al Warfali est né le 17 mai 1992 dans la capitale libyenne Tripoli. Il commença alors son parcours junior avec le club Tripolitain de Al Wahda, où il se distingua rapidement à son poste de défenseur central, et se démarqua également par sa polyvalence puisqu'il peut même évoluer au milieu de terrain. Le grand club de la capitale Al Ahli SC remarque le talent de Sanad et manifeste ses intentions pour le recruter.

#### Révélation à Al Ahli (2014-2018)
Le transfert se concrétise et Sanad rejoint Al Ahli durant l'été 2014. Avec son nouveau club, le jeune défenseur de 22 ans ne tarde pas à montrer ses qualités et parvient à assurer sa place de titulaire. Ses bonnes prestations ne passent pas inaperçues auprès du sélectionneur de l'équipe nationale l'espagnol Javier Clemente, où Sanad est aligné en défense contre la Tunisie le 19 octobre 2015, au titre des qualifications pour le Championnat d'Afrique des nations 2016. 
La saison 2015-2016 est très aboutie pour Sanad puisqu'il remporte son premier titre avec Al Ahli, le championnat de Libye 2016 en devançant Asswehly Sports Club de 4 points aux plays-off.  
Le 18 mai 2016, au compte du match retour des barrages de la Coupe de la confédération contre Misr El Maqasa, et après que le match aller s'est soldé sur un nul (0-0), Sanad qualifie son équipe pour la phase de groupes en inscrivant le but décisif à la 84e minute sur un penalty provoqué par Soula (1-1). C'est également son premier but dans une compétition africaine. 
Le 16 décembre 2016, Al Warfali est aligné dans la formation qui disputera la finale de la coupe de Libye contre Al Hilal Benghazi où Al Ahli réussira à s'adjuger son 6e titre de la compétition grâce au but Mohamed Al Ghanodi à la 41e minute. 
Le 9 juillet 2017, avec Sanad sur le banc de touche, Al Ahli parvient à décrocher un match nul au Stade Borg Al Arab contre le Zamalek SC lors de la dernière journée de la phase de groupes de la Ligue des champions 2017, et devient la deuxième équipe libyenne à se qualifier des poules après Al-Ittihad en 2007 qui a atteint les demi-finales.  
Le 13 octobre, au titre de la 3e journée du championnat libyen, Sanad est l'auteur d'un majestueux coup franc à plus de 30 mètres du camp de Rafik Sorman, ouvrant ainsi la voie à une écrasante victoire de son équipe (7-1).  
Le 18 mars 2018, Sanad qualifie son équipe pour les seizièmes de finales de la Coupe de Libye en inscrivant l'unique but du match contre le champion du pays Al Tahaddy Benghazi, grâce à un penalty à la 19e minute.

#### Succès avec le Raja CA (2018-2021)
Le 28 juillet, le Raja Club Athletic annonce que Sanad Al Warfali a signé avec le club un contrat de prêt d'une saison avec option d'achat. Il déclare : « Les négociations se sont bien passées, j'avais une grande envie de jouer ici, une immense fierté d'appartenir à ce club le Raja 'mondial', on peut dire que j'ai réalisé mon rêve ». Il ajoute « Notre objectif est de gagner le maximum de titres et de satisfaire notre public ». Le lendemain, il est présenté aux supporters au Stade Mohamed V avant le match du Raja contre l'ASEC Mimosas au titre du 5e match de la phase des poules de la Coupe de la confédération 2018.
Le 10 août 2018, il dispute son premier match officiel avec le Raja au titre du premier tour de championnat arabe des clubs 2018 en remplaçant Ilias Haddad en deuxième mi-temps. Le Raja s'impose face au Salam Zgharta au Liban grâce aux buts de Iajour et Boutayeb (victoire 2-1).  
Le 25 novembre 2018, Sanad forme aux côtés de Badr Benoun, la charnière centrale qui dispute la finale de la Coupe de la confédération contre les congolais de l'AS Vita Club. Les Verts s'imposent au match aller 3-0 (doublé de Rahimi et but de Benhalib). Malgré la défaite au match retour au Stade des martyrs, le Raja remporte son 2e titre de la compétition et Sanad devient le deuxième joueur libyen à remporter une coupe africaine après Tarik El Taib.
Il ne tarde pas à ajouter un autre trophée à son actif le 29 mars 2019, cette fois au Stade Jassim-bin-Hamad à Doha au compte de la supercoupe d'Afrique, où le Raja bat l’Espérance sportive de Tunis sur le score de 2-1, où il est aligné aux côtés de Benoun en défense, il lui délivre d'ailleurs la passe du deuxième but.
À l'approche de la fin de la saison, le Raja manifeste sa volonté d'acquérir Sanad de façon définitive, mais les négociations avec Al Ahli ne sont pas concluantes. Sur la demande de Patrice Carteron, le Raja recrute l'international malien Salif Coulibaly, qui joue lui aussi défenseur central, cela vient compliquer la situation du libyen vu que le club ne veut pas recruter deux étrangers au même poste (la FRMF limite le nombre de joueurs étrangers à 4). Le 13 septembre; deux jours après avoir résilié le contrat de Coulibaly qui a effectué un début de saison très décevant, le Raja annonce le retour de Sanad Al Warfali, cette fois sous forme d'un transfert définitif pour une durée de 2 ans. 
Le 7 octobre, au titre de la 2e journée de la phase de poules de la Ligue des champions 2019-2020, le Raja s'impose en déplacement à Kinshasa face à l'AS Vita Club, invaincu sur son terrain depuis plus de deux ans. Sanad est élu Homme du match en obtenant une note de 8,2 sur le site SofaScore. 
Le 11 octobre, le Raja, alors en tête du classement, reçoit les FAR de Rabat lors de l'ultime journée, et a besoin d'une victoire pour remporter le championnat. Sanad est absent du match à cause d'une blessure contractée 2 journée auparavant face à la Renaissance de Berkane. Les visiteurs ouvrent le score à quelques minutes de la fin de la première mi-temps, avant que Abdelilah Hafidi n'inscrive un doublé dont un but à la 90e minute, pour sacrer le Raja comme champion du Maroc.

### En équipe nationale
Sanad Al Warfali est convoqué pour la première fois en équipe A par le sélectionneur espagnol Javier Clemente, pour les qualifications pour le Championnat d'Afrique des nations 2016 contre la Tunisie le 19 octobre 2015. Il y fait ses débuts en intégrant le onze de départ à seulement 23 ans.
Le 3 juin 2016, Sanad Al Warfali marque son premier but en sélection contre le Maroc au titre du 5e match Qualifications à la Coupe d'Afrique des nations 2017, d'un coupe de la tête à la 91e minute.
Sanad fait partie de la liste des 23 joueurs sélectionnés par Omar Al Mariami pour disputer le championnat d'Afrique des nations 2018 qui se déroule au Maroc.
Le 11 octobre 2019 au Stade d'honneur d'Oujda, Al Warfali marque son second but en sélection contre le Maroc en match amical. C'est également son deuxième but dans les cages de la sélection marocaine.
Le 19 novembre au stade Mustapha-Ben-Jannet, les Chevaliers de la Méditerranée sont menés au score face à la Tanzanie au titre du 2e match de la phase de poules les qualifications à la CAN 2021. Sanad Al Warfali transforme avec succès un penalty à la 68e minute et inscrit le but d'égalisation, avant que Anis Saltou ne marque un second but pour offrir à la Libye sa première victoire du groupe (2-1).
Le 11 novembre 2020, il marque le but d'égalisation pour son pays face à la Guinée équatoriale lors de la 3e journée des éliminatoires de la Coupe d'Afrique des nations 2022 (défaite 2-3).

## Palmarès

### En club
Raja Club Athletic (4)
- Championnat du Maroc :
  - Champion en 2020.
  - Vice-champion en 2019.
- Coupe de la confédération :
  - Vainqueur en 2018 et 2021.
- Supercoupe d'Afrique : 
  - Vainqueur en 2019.

 Al-Ahly Tripoli (2)
- Championnat de Libye :
  - Vainqueur en 2016.
- Coupe de Libye :
  - Vainqueur en 2016.

### En sélection
Équipe nationale de Libye
- Championnat d'Afrique des nations de football :
  - 4e en 2018